# Ho Chi Minh-stien
Ho Chi Minh-stien var et system af veje og stier gennem junglen der løb fra Nordvietnam til Sydvietnam gennem nabolandene Laos og Cambodja. Stien er opkaldt efter den nordvietnamesiske oprørsleder og kommunist Ho Chi Minh.
Ifølge den amerikanske sikkerhedsmyndigheds officielle historie om krigen var Ho Chi Minh stien-systemet "en af militærteknikkens store præstationer i det 20. århundrede.

## Baggrund
Ho Chi Minh-stien blev brugt til at forsyne materiel og mandskab til Viet Cong (VC) og den nordvietnamesiske hær (PAVN) gennem hele Vietnamkrigen (1959-1975). Ho Chi Minh-stien var ikke en enkelt vej, men en kompliceret labyrint af forskellige veje og stier på ca. 20.000 km. Næsten hele ruten lå inden for disse to nabolandes grænse, for man regnede ikke med, at Sydvietnam og USA ville angribe neutrale lande for at blokere den. Hver dag modtog de sydvietnamesiske tropper ca. 60 tons forsyninger.
I 1966 indsatte amerikanerne B-52 bombefly mod Ho Chi Minh-stien , med det mål at stoppe forsyninger til Sydvietnam. Det lykkedes dog kun i begrænset omfang at svække den kommunistiske krigsindsats. Der var dog nogle begrænsninger, som svækkede effekten af de amerikanske bombninger. Amerikanerne tillod kun, at fly angreb køretøjer, der rent faktisk bevægede sig ned af stien. Dette betød en lav indflyvning, der gjorde flyene ekstra sårbare over for modstandernes luftværn. Massiv bombning fra fly i stor højde blev imidlertid en delvis løsning på dette problem. Den samlede indsats havde dog en vis succes, og nordvietnameserne begyndte i større grad at sende soldater til Sydvietnam gennem den demilitariserede zone. Man regner med, at bombningernes enorme ildkraft kun dræbte én fjende på vej ind i landet for hver 300 bomber, der blev kastet . I desperation over at de nordvietnamesiske tropper bevægede sig forholdsvis uhindret langs Ho Chi Minh-stien, besluttede amerikanerne at benytte plantegiften Agent Orange. Dette havde til formål at fjerne det løv, der dækkede Ho Chi Minh-stien, men som så mange andre tiltag havde det en ringe effekt, eftersom Ho Chi Minh-stien i vidt omfang var et netværk af ruter, og ikke en enkelt sti.